# 九评苏共
九评苏共中央的公开信，简称“九评”或“九评苏共”，是中国共产党中央委员会1963年9月6日至1964年7月14日以《人民日报》、《红旗》杂志编辑部名义，在《人民日报》和《红旗》杂志上发表的九篇评论苏联共产党中央委员会1963年7月14日《给苏联各级党组织和全体共产党员的公开信》的社论。由康生主持起草，国际关系研究所参与起草。“九评”是中苏论战的一部分。

## 经过
1953年3月5日，斯大林去世。1956年2月，赫鲁晓夫在苏共二十大上发表《关于个人崇拜及其后果》的秘密报告，全面否定斯大林。1956年，中国方面发表《关于无产阶级专政的历史经验》，讨论斯大林、个人崇拜等问题。 此后，南斯拉夫领导人铁托发表演讲，提出要反斯大林主义。1956年12月29日，中国方面发表《再论无产阶级专政的历史经验》，讨论匈牙利事件，苏联、苏共、斯大林的评价等问题。1959年，赫鲁晓夫提出了社会主义与资本主义两大阵营“和平共处、和平竞争，和平过渡”的思想。中国方面在1960年4月发表三篇文章，批判国际共运中的修正主义。1960年6月，苏共代表团在布加勒斯特的罗马尼亚工人党第三次代表大会会议期间向中共代表团提交信件，反驳这三篇文章的观点。中苏论战由此开始。随后，保加利亚共产党、捷克斯洛伐克共产党、匈牙利社会主义工人党、意大利共产党、东德的统一社会党分别在各自的党代表大会上批评中共。1962年12月，《人民日报》发表社论批判意大利共产党领导人帕尔米罗·陶里亚蒂及其“结构改革”。当时的朝鲜劳动党、阿尔巴尼亚劳动党、印度尼西亚共产党、及越南共产党和新西兰共产党的某部分派别，反对赫鲁晓夫领导下的苏共的做法，指责苏共搞修正主义，支持中国共产党的立场。
1963年3月30日，中共中央收到苏共中央来信。4月3日，毛泽东带病主持中共中央政治局常委会，决定发动对苏共中央的全面批判。4月4日，《人民日报》公开发表苏共中央来信，公开了双方分歧。6月14日，中共中央致信苏共中央，标题为《关于国际共产主义运动总路线的建议──中国共产党中央委员会对苏联共产党中央委员会1963年3月30日来信的复信》，6月17日，《人民日报》全文刊载此信。6月，邓小平率领中共代表团赴莫斯科参加中苏两党会谈。会谈期间，1963年7月14日苏共中央发表《给苏联各级党组织和全体共产党员的公开信》，这封公开信主要就国际共运所涉及的一系列问题，对《关于国际共产主义运动总路线的建议》进行了全面的反驳与回击。从1963年9月至1964年7月，中共中央以《人民日报》和《红旗》编辑部的名义，相继发表9篇评论苏共中央公开信的文章，批判“赫鲁晓夫修正主义”。其中，《关于赫鲁晓夫的假共产主义及其在世界历史上的教训——九评苏共中央的公开信》提出“防止资本主义复辟”十五条，成为文化大革命的理论（继续革命论）的先导。与此同时，苏共发表文章进行还击。
1964年10月16日，赫鲁晓夫下台，布里茲涅夫就任苏共中央第一书记。中国共产党派周恩来率团参加十月革命庆祝活动。《十评》也有定稿，但由于赫鲁晓夫下台，没有发表。转而发表了《赫鲁晓夫是怎样下台的》。

## 内容
这九篇评论分别如下：
- 一评发表于1963年9月6日：《苏共领导同我们分歧的由来和发展——一评苏共中央的公开信》
- 二评发表于1963年9月13日：《关于斯大林问题——二评苏共中央的公开信》
- 三评发表于1963年9月26日：《南斯拉夫是社会主义国家吗？——三评苏共中央的公开信》
- 四评发表于1963年10月22日：《新殖民主义的辩护士——四评苏共中央的公开信》
- 五评发表于1963年11月19日：《在战争与和平问题上的两条路线——五评苏共中央的公开信》
- 六评发表于1963年12月12日：《两种根本对立的和平共处政策——六评苏共中央的公开信》
- 七评发表于1964年2月4日：《苏共领导是当代最大的分裂主义者——七评苏共中央的公开信》
- 八评发表于1964年3月31日：《无产阶级革命和赫鲁晓夫修正主义——八评苏共中央的公开信》
- 九评发表于1964年7月14日：《关于赫鲁晓夫的假共产主义及其在世界历史上的教训——九评苏共中央的公开信》

## 評價
- 《关于建国以来党的若干历史问题的决议》称：“苏联领导人挑起中苏论战，并把两党之间的原则争论变为国家争端，对中国施加政治上、经济上和军事上的巨大压力，迫使我们不得不进行反对苏联大国沙文主义的正义斗争。”[2]
- 邓小平在中苏关系恢复正常后说：“回过头来看，双方都讲了许多空话。”[3]

## 扩展阅读
- 前《人民日报》总编辑吴冷西著有《十年论战（1956－1966）──中苏关系回忆录》一书，是关于中苏论战的回忆录。
- 崔奇《我所亲历的中苏大论战》
- . 凤凰网. 2013-08-07  [2013-08-07]. （原始内容存档于2013-08-07） （中文（简体））.